# Сугробы
Сугробы — село в Данковском районе Липецкой области России, входит в состав Новоникольского сельсовета.

## Географическое положение
Село расположено на левом берегу Дона в 4 км на юг от центра сельсовета села Новоникольское и в 11 км на юг от райцентра города Данков.

## История
Сугробы в качестве починка «под Жировым лесом на реке Дону» упоминается в писцовых Лебедянских книгах 1627-28 годов, где показано: «всего в починку в Сугробах 23 человеками помещика: 1 двор да 22 места дворовых, дикого поля на пашню 1150 чети в поле, а в дву потомуж…, сошнаго письма в живущем, и в пустее соха, и четверть, и пол-четь сохи, и пол-пол-четь сохи пашни. А владеют они (помещики) в той пустоши на Сугробах диким полем по государевым грамотам, а межа той их земли плана в их домовых межевых книгах, а в живущем им дано льготы на четыре года – от лета 7139 сентября 1 числа до 146 года сентября по 1 число, а как льготные годы отойдут, с живущего платить по четверику». По окладным книгам 1676 года Сугробы значатся уже селом с церковью «святых чудотворцев и безсребнников Космы и Дамиана», при которой был двор попа Дмитрия и 28 дворов детей боярских. Земли церковной, и сенного покосу, и рыбных ловель не было; дани по окладу 1676 г., положено двадцать девять алтын». Под 1781 г. в Сугробах показано 90 дв., в 1797 г. – только 52 дв., в которых числилось м.п. 322, ж.п. 311. Вместо обветшавшей, первоначально построенной Космодамиановской церкви, в ноябре 1746 г. дано было дозволение на  построение новой деревянной церкви в прежнем храмонаименовании. В 1861 году коллежским советником Николаем Петровичем Шишковым вместо деревянной построена быал каменная Космодамиановская церковь с каменною же оградою.
В XIX — начале XX века село входило в состав Новоникольской волости Данковского уезда Рязанской губернии. В 1906 году в селе было 156 дворов.
С 1928 года село входило в состав Новоникольского сельсовета Данковского района Козловского округа Центрально-Чернозёмной области, с 1934 года — в составе Воронежской области, с 1937 года — в составе Рязанской области, с 1954 года — в составе Липецкой области.

## Население
| 1859 | 1897 | 1906 | 2010 |
| ---- | ---- | ---- | ---- |
| 698  | ↗809 | ↗898 | ↘122 |

## Достопримечательности
В селе расположена Церковь Космы и Дамиана (1861).